# Giovanni Antonio Amato
Giovanni Antonio Amato (1475–1555) fue un pintor italiano del período del Renacimiento, activo en Nápoles.
También fue llamado il Vecchio. Siguió el estilo de Pietro Perugino, Giovanni Bernardo Lama, Battista Loca, Pietro Negroni, Simone il Giovane Papa, y Cesare Turco. Su sobrino, Giovanni Antonio di Amato, se casó con la pintora Mariangiola Criscuolo.